# Иван Гръчев
Иван Тодоров Гръчев е български революционер, участник в Априлското въстание, и Българското опълчение и Кресненско-Разложкото въстание.

## Биография
Гръчев е роден около 1852 година в разложкото село Баня. Учи в родното си село. В 1876 година заедно с брат си Георги Гръчев се включва в четата на поп Харитон Халачев, която се сражава по време на Априлското въстание в Дряновския манастир. След въстанието бяга в Румъния. При избухването на Руско-турската война се записва в Българското опълчение на 4 май 1877 година и служи в 3 рота на 4 дружина. Участва в сраженията при Стара Загора, Шипка, Шейново. След войната Гръчев взима участие в избухналото Кресненско-Разложко въстание и се сражава край родното си село.
След освобождението се заселва в софийското село Осойца заедно с Васил Сърбаков от стружкото село Вевчани, и Яне Атанасов от мавровското село Леуново, всички напуснали родните си места след Кресненско-Разложкото въстание през 1878 година. Още в 1879 година македонските българи в Осойца откриват първото училище с една паралелка, като пръв учител е Никола Йорданов Чуков от село Баня, Разложко.

## Памет
В село Баня, на фасада на кметството откъм улица „Ангел Даракчиев“, около 1973 – 1974 година е поставена паметна плоча на опълченците братя Иван и Георги Тодорови Гръчеви. Направена е от бял мрамор, а текстът върху нея гласи: „Братя Иван и Георги Гръчеви – едни от първите местни учители, участници в нац.-освободителните борби. Взели участие като опълченци на Шипка и в боевете при Стара Загора, а през 1878 г. вземат участие в Баненската буна“.